# I Am Not a Human Being
I Am Not a Human Being – ósmy studyjny album Lil Wayne'a. Gościnnie występują między innymi Nicki Minaj, Jay Sean i Drake. 

## Lista utworów
| #  | Tytuł                    | Goście      | Producent(ci)                     | Czas |
| -- | ------------------------ | ----------- | --------------------------------- | ---- |
| 1  | „Gonorrhea”              | Drake       | Kane Beatz                        | 4:22 |
| 2  | „Hold Up”                | T-Streets   | The Olympicks                     | 4:11 |
| 3  | „With You”               | Drake       | StreetRunner                      | 3:49 |
| 4  | „I Am Not a Human Being” |             | DJ Infamous, Andrew „Drew” Correa | 4:05 |
| 5  | „I'm Single”             |             | Noah „40” Shebib, Omen            | 5:33 |
| 6  | „What's Wrong With Them” | Nicki Minaj | DVLP for The Machine Room         | 3:31 |
| 7  | „Right Above It”         | Drake       | Kane Beatz                        | 4:32 |
| 8  | „Popular”                | Lil Twist   | Cool & Dre                        | 4:40 |
| 9  | „That Ain't Me”          | Jay Sean    | StreetRunner                      | 4:03 |
| 10 | „Bill Gates”             |             | Boi-1da, Matthew Burnett          | 4:19 |